# Eric Jadot
Eric Jadot (Rocourt, 28 maart 1972 - Luik, 21 april 2025) was een Belgisch politicus voor Ecolo.

## Biografie
Als licentiaat in de Germaanse filologie en geaggregeerde in het hoger secundair onderwijs werd Jadot beroepshalve leerkracht Engels en Nederlands. Vervolgens werkte hij van 1996 tot 2000 als senior researcher en database administrator bij Eurofinder en was hij van 2000 tot 2009 key research manager bij klantendienst StepStone.
Van 2007 tot 2009 was Jadot parlementair medewerker van Ecolo-senatrice en politiek raadgever van de Ecolo-fractie in het Waals Parlement. Ook was hij van 1999 tot 2007 regionaal secretaris en van 2009 tot 2014 covoorzitter van de Ecolo-afdeling van het arrondissement Luik. Bovendien was Jadot van 1999 tot 2000 OCMW-raadslid en van 2001 tot 2007 en van 2012 tot 2018 gemeenteraadslid van Herstal en was hij van 2008 tot 2009 provincieraadslid van Luik.
Tevens was hij van 2009 tot 2014 lid van de Kamer van volksvertegenwoordigers voor de kieskring Luik ter opvolging van Philippe Henry. Bij de verkiezingen van 2014 was hij geen kandidaat meer.
In oktober 2014 stapte Jadot uit Ecolo omdat hij zich niet meer thuis voelde binnen de partij. Vanaf dan zetelde hij als onafhankelijke in de gemeenteraad van Herstal.
Na zijn parlementaire loopbaan werd hij adjunct-directeur van Aqua Vital en pedagogisch expert bij het Europees Sociaal Fonds.